# 296950 Robertbauer
296950 Robertbauer è un asteroide della fascia principale. Scoperto nel 2010, presenta un'orbita caratterizzata da un semiasse maggiore pari a 3,1580739 UA e da un'eccentricità di 0,1822346, inclinata di 30,05127° rispetto all'eclittica.
L'asteroide è dedicato al medico statunitense A. Robert Bauer, che progettò un nuovo modello di incubatrice neonatale.